# Gonomyia (Leiponeura) jurata
Gonomyia (Leiponeura) jurata is een tweevleugelige uit de familie steltmuggen (Limoniidae). De soort komt voor in het Australaziatisch gebied.